# زک برایان
زکری لین برایان (انگلیسی: Zachary Lane Bryan؛ زاده ۲ آوریل ۱۹۹۶) یک خواننده آمریکایی است.